# Ragnitz (Gemeinden Graz, Kainbach)
Ragnitz ist ein Ort im Grazer Hügelland in der Steiermark, und Ortsteil der Gemeinde Kainbach bei Graz im Bezirk Graz-Umgebung. In Graz eingemeindete Teile bilden die Katastralgemeinde Ragnitz der Stadt Graz, auch oft als Die Ragnitz bezeichnet. Zum Ort gehören auch die beiden Orte Äußere Ragnitz in Kainbach und Innere Ragnitz, Stadtteil von Graz-Ries. Meist werden auch angrenzende Gebiete im Grazer Bezirk Waltendorf und in der Gemeinde Hart bei Graz Ragnitz genannt.
Üblicherweise wird der Ortsname mit Artikel verwendet. Der Name leitet sich von rak, dem slawischen Wort für Krebs ab. Bei der Benennung Äußere Ragnitz und Innere Ragnitz entscheidet nicht wie üblich der Verlauf des Gewässers, des Ragnitzbaches, sondern die Lage zu Graz. Die Äußere Ragnitz liegt also bachaufwärts.

## Geographie
Der Ort besteht aus dem Grazer Stadtteil Innere Ragnitz (ca. 400 m ü. A.), und den zwei Rotten Ragnitz (ca. 450 m ü. A.) und Äußere Ragnitz (ca. 500 m ü. A.), die sich im Ragnitztal, dem Tal des Ragnitzbachs, verteilen.
Dabei erstreckt sich die Innere Ragnitz, die Katastralgemeinde Ragnitz der Stadt Graz, von der Grenzen zu den Bezirken Geidorf (unweit vom Landeskrankenhaus Graz, Universitätsklinikum) und St. Leonhard (beim Zusammenfluss von Ragnitzbach und Stiftingbach zum Leonhardbach) an der Nordseite des Ragnitzbachs bis gegen den Schweinberg (535 m ü. A.) an der Stadtgrenze hin, mit den Ortslagen Haidegg, Fuchsriegel, Zach, was das Tal des Schweinbergbachs darstellt.
Das Siedlungsgebiet südlich des Bachs, d. h. das linke Bachufer und der Nordhang des Ruckerlberges und des Lustbühels, gehört zum Grazer Bezirk Waltendorf und zur Gemeinde Hart bei Graz. Auch diese Teile des Ragnitztales, die eigentlich außerhalb der Grazer Katastralgemeinde Ragnitz liegen, werden gemeinhin als Ragnitz bezeichnet, z. B. die Wohnsiedlungen am Ragnitztalweg.
Der Ort Ragnitz (Gemeinde Kainbach) selbst liegt an der Stadtgrenze und umfasst auch die Ortslage Haberwald.
Durch die Ragnitz führt die L 327 Ragnitzstraße ab der B 65 Gleisdorfer Straße, die in diesem Abschnitt Riesstraße genannt wird, über die Ragnitz und Kainbach nach Hönigtal. Die L 327 verlässt aber bei Ragnitz das Ragnitztal entlang des Milchgrabenbachs nach Neudörfl, die Äußere Ragnitz umfasst die abgelegeneren Häuser im hinteren Tal. Die Innere Ragnitz und der Ort Ragnitz sind durch die Stadtbuslinie 58 erschlossen, welche im 10-Minuten-Takt zwischen dem Hauptbahnhof über St. Leonhard/Landeskrankenhaus mit der Endstation beim Park&Ride Parkplatz Ragnitz verbindet.
Nachbarorte
| Ries (Graz)         | Ries-Stifting (Graz)000000 Kainbach/Neudörfl (Gem. Kainbach b.G., GU) | Hönigthal (Gem. Kainbach b.G., GU)           |
| St. Leonhard (Graz) | Kompassrose, die auf Nachbargemeinden zeigt                           | Laßnitzhöhe Rastbichl (Gem. Laßnitzhöhe, GU) |
| Waltendorf (Graz)   | Hohenrain (Gem. Hart b.G., GU)                                        | Autal (Gem Laßnitzhöhe u. Hart b.G., GU)     |

## Sehenswürdigkeiten
- Bruder-Klaus-Kirche, Innere Ragnitz, Pfarrzentrum Graz-Ragnitz im Stil der späten Moderne (1980er)
- Rohrer-Kapelle in der Ragnitzstraße, Ragnitz, beim Park&Ride-Parkplatz[2][3][4]